# Футбольный матч Англия — СССР (17 июня 1958)
Футбольный матч между сборными Англии и СССР, проходивший 17 июня 1958 года, был одним из матчей группы D чемпионата мира 1958 года. Ввиду равенства очков и разницы мячей между Англией и СССР (в личной встрече была ничья 2:2) была проведена дополнительная встреча, в рамках которой определялся участник 1/4 финала чемпионата мира.
Советская сборная взяла верх над родоначальниками футбола со счётом 1:0 и вышла в плей-офф. Победу принёс гол Анатолия Ильина, а попытки англичан отыграться пресекались благодаря отличной игре Льва Яшина. Победа позволила сборной СССР по футболу впервые в своей истории сыграть в плей-офф чемпионатов мира по футболу.

## Отчёт о матче
| Англия | 0:1 | СССР      |
| ------ | --- | --------- |
|        |     | Ильин 68′ |

| Англия | СССР |

| Англия              |    |                  |
|                     |    |                  |
| Вр                  | 1  | Колин Макдональд |
| Защ                 | 2  | Дон Хау          |
| Защ                 | 3  | Томми Бэнкс      |
| Защ                 | 15 | Ронни Клейтон    |
| Защ                 | 5  | Билли Райт (к)   |
| ПЗ                  | 6  | Билл Слейтер     |
| ПЗ                  | 17 | Питер Брэбрук    |
| ПЗ                  | 18 | Питер Бродбент   |
| Нап                 | 9  | Дерек Кеван      |
| Нап                 | 10 | Джонни Хейнс     |
| Нап                 | 21 | Алан А’Курт      |
| Главный тренер:     |    |                  |
| Уолтер Уинтерботтом |    |                  |

| СССР            |    |                       |
|                 |    |                       |
| Вр              | 1  | Лев Яшин              |
| Защ             | 2  | Владимир Кесарев      |
| Защ             | 3  | Константин Крижевский |
| Защ             | 4  | Борис Кузнецов        |
| Защ             | 5  | Юрий Войнов           |
| ПЗ              | 16 | Виктор Царёв          |
| ПЗ              | 7  | Герман Апухтин        |
| ПЗ              | 8  | Валентин Иванов       |
| Нап             | 9  | Никита Симонян (к)    |
| Нап             | 20 | Юрий Фалин            |
| Нап             | 11 | Анатолий Ильин        |
| Главный тренер: |    |                       |
| Гавриил Качалин |    |                       |

| Регламент матча - 90 минут основного времени - Замены игроков не предусматривались |

## Об игре

### Подготовка
Сборные Англии и СССР, набравшие по три очка и имевшие разницу мячей 4:4 (в личной встрече ничья 2:2), вынуждены были второй раз сыграть друг с другом для розыгрыша путёвки в 1/4 финала чемпионата мира. На повторную встречу этих команд пришли не более 23 тысяч человек (к слову, в первой встрече за матчем наблюдали 49 тысяч человек).
Перед игрой тренеры освежили составы: Гавриил Качалин изменил линию атаки, выпустив Германа Апухтина вместо Александра Иванова и Юрия Фалина вместо Сергея Сальникова. Что касается Уолтера Уинтерботтома, то он включил в состав Питера Брэбрука и Питера Броудбента. Томас Финни, получивший травму колена, не смог выйти на поле, вследствие чего Уинтерботтом поставил на левом фланге Алана А’Корта. Решение тренера не включать Бобби Чарльтона в стартовый состав вызвало возмущение болельщиков, поскольку они не любили менее сильного Дерека Кевана (Чарльтон, к слову, вообще не сыграл на мундиале ни минуты).

### Первый тайм

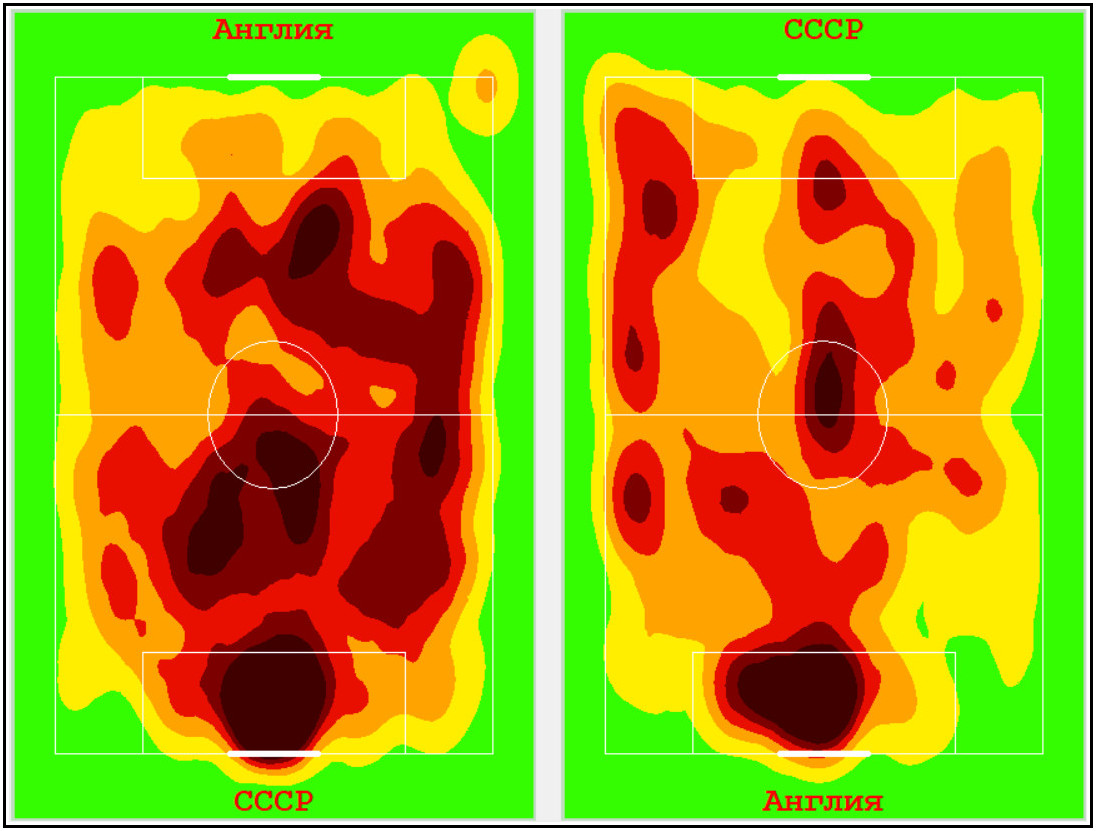
Теплограмма активности игроков (Прикладная статистика).

Перед самым началом игры немецкий судья Альберт Душ потребовал от фотографов, которые оказались на лицевой линии, немедленно отойти назад, иначе он не позволит начать матч. В дальнейшем сам арбитр привлекал к себе внимание своими жестами и поведением — перед свободным или штрафным ударом он точно отправлял мяч на нужную позицию, чем вызывал бурные аплодисменты болельщиков.
В дебюте игры сборная СССР организовала штурм ворот Колина Макдональда: пять раз советские футболисты имели шансы открыть счёт. В одном из моментов Анатолий Ильин с двух метров промахнулся, пытаясь пробить в открытый угол. В свою очередь, у британцев не было шансов организовать атаку, так как Джонни Хейнс организовывал слишком простые и легко узнаваемые пасы. До 35-й минуты доминировала сборная СССР, а после этого момента инициатива перешла к англичанам. В конце первого тайма англичане упустили верный момент: Питер Бродбент обыграл Бориса Кузнецова на правом фланге и сделал пас на ход Питеру Брэбруку. Перед Брэбруком были практически пустые ворота (он был в трёх метрах от них), а Лев Яшин был в углу ворот. Однако англичанин откровенно «запорол» этот момент, пробив непонятным образом прямо в Яшина. Первый тайм так и завершился нулевой ничьей.

### Второй тайм

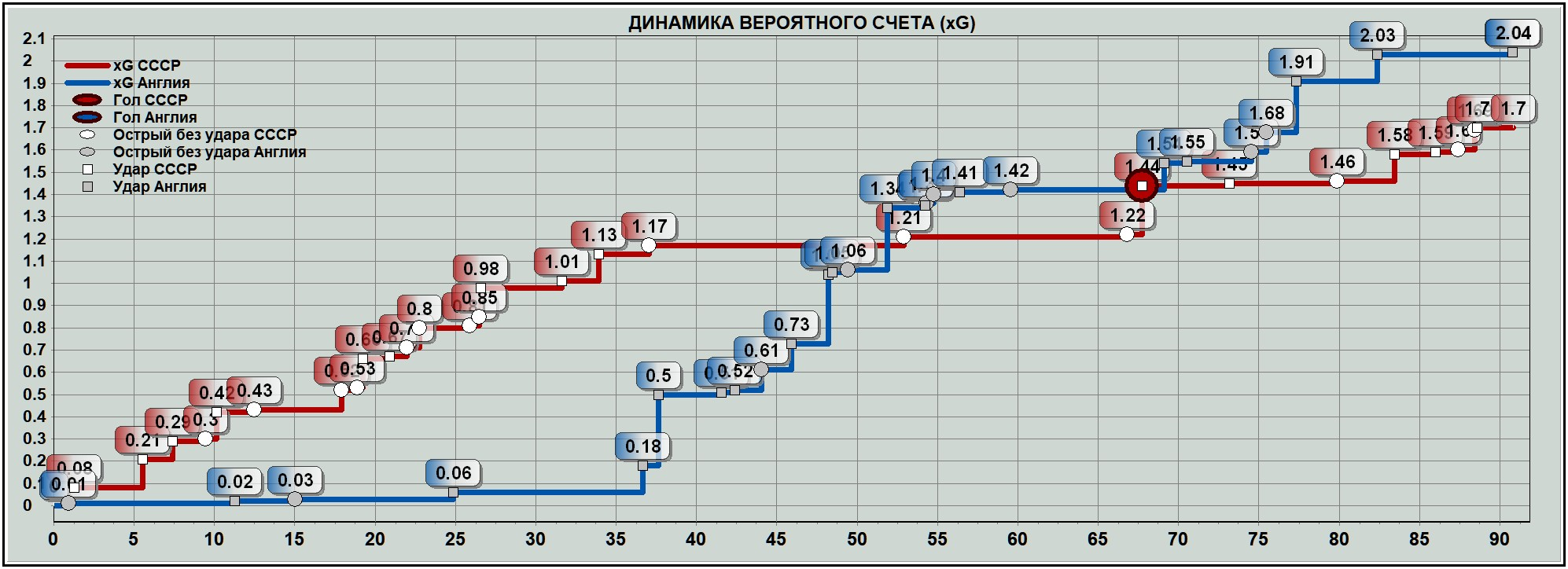
Динамика наиболее вероятного счёта (expected goals xG) матча (Прикладная статистика).

В начале второго тайма Брэбрук бросился в атаку, пытаясь как-нибудь исправить свою оплошность, сделанную им в первом тайме. Заявлен он был как правый крайний, но действовал чаще в центре, заменив Дерека Кевана. Три его мощных прохода в начале второго тайма могли привести к голам, но дважды мяч попадал в правую от Яшина штангу и отлетал прямо к советским игрокам. С третьего раза Брэбрук всё-таки пробил Яшина, но гол не засчитали из-за игры рукой (мяч угодил в руку от Бориса Кузнецова).
Наказание для англичан за неиспользованные возможности наступило на 68-й минуте: Колин Макдональд неудачно выбил мяч на Валентина Иванова, затем этот мяч подхватил Юрий Войнов в центре и отдал Анатолию Ильину. Ильин аккуратно пробил в нижний угол и открыл счёт в матче. Этот голевой момент так и остался единственным моментом сборной СССР во втором тайме. Англичане после пропущенного гола на некоторое время бросили играть, но в конце активизировались и пошли на финальный штурм. К счастью для сборной СССР, Лев Яшин не позволил англичанам сравнять счёт: на 78-й минуте Питер Бродбент в упор бил с близкой дистанции, но Яшин взял этот удар. В концовке ещё несколько раз Яшин спас ворота, и вскоре Альберт Душ дал финальный свисток, зафиксировавший победу СССР.
В ходе матча против англичан в одном из моментов перенёс сотрясение мозга Константин Крижевский, который столкнулся головой с одним из нападающих при верховой борьбе, но он сумел доиграть матч до конца.